# 2024 год в истории железнодорожного транспорта
В данной статье представлена хронологическая последовательность истории железнодорожного транспорта в 2024 году.

## События
- 14 марта — начало строительства ВСМ Москва — Санкт-Петербург[1].
- 21 марта — в Китае завершились испытания первого городского поезда, оснащённого встроенной системой питания на водородной энергии[2].
- 22 июля — в Японии из-за блэкаута остановлено движение скоростных поездов «Синкансэн» на линии Токайдо между Токио и Нагоей, которая является самой загруженной в стране[3].
- 26 июля — в день открытия Олимпиады из-за серии поджогов релейных шкафов скоростных французских железных дорог TGV. Сбой затронул около 800 тыс. пассажиров[4].
- 1 августа
  - В Переславле-Залесском открыт железнодорожный вокзал[5].
  - В Танзании запущено движение по железной дороге от порта Дар-эс-Салам и Морогоро до столицы Додомы[6].
- 2 августа — открытие платформы Митьково на МЦД-3.
- 24—27 сентября — международная выставка InnoTrans 2024 в Берлине[7].
- 16 декабря — Германия и Франция запускают первый прямой высокоскоростной поезд ICE между Берлином и Парижем[8].

## Происшествия
| Дата        | Место                 | Погибли | Пострадали | Тип             | Описание |
| ----------- | --------------------- | ------- | ---------- | --------------- | --- |
| 1 января    | Новый Южный Уэльс     | 2       | 1          | ДТП на переезде | После столкновения с грузовиком на переезде сошли с рельсов и загорелись несколько вагонов товарного поезда.           |
| 2 января    | Калифорния            | 0       | 9          | Сход с рельсов  | Два вагона сошли с рельсов и загорелись в Оринде.                                                                      |
| 5 января    | Ява                   | 4       | 42         | Столкновение    | Два пассажирских поезда столкнулись на однопутной дороге.                                                              |
| 29 марта    | Поусат                | 0       | 45         | ДТП на переезде | Автобус на переезде столкнулся с пассажирским поездом.                                                                 |
| 1 апреля    | Ярославская область   | 8       | 0          | ДТП на переезде | Поезд Архангельск — Москва столкнулся с рейсовым автобусом на переезде.                                                |
| 5 июня      | Пардубицкий край      | 4       | 22         | Столкновение    | Пассажирский поезд столкнулся с грузовым, после чего опа поезда сошли с рельсов.                                       |
| 17 июня     | Западная Бенгалия     | 11      | 60+        | Столкновение    | Пассажирский поезд столкнулся с грузовым.                                                                              |
| 26 июня     | Коми                  | 3       | ~50        | Сход с рельсов  | Пассажирский поезд сошёл с рельсов из-за размыва железнодорожного полотна.                                             |
| 13 июля     | Белгородская область  | 1       | 1          | Столкновение    | Поезд скатился вниз, и на скорости 100 км/ч врезался в другой локомотив.                                               |
| 29 июля     | Волгоградская область | 1       | 52         | ДТП на переезде | После столкновения с самосвалом сошли с рельсов 9 вагонов пассажирского поезда.                                        |
| 31 июля     | Мпумаланга            | 5       | 11         | ДТП на переезде | Школьный автобус столкнулся на переезде с поездом.                                                                     |
| 14 сентября | Эз-Заказик            | 3       | 49         | Столкновение    | Столкновение двух поездов.                                                                                             |
| 18 сентября | Кейптаун              | 0       | 25         | Сход с рельсов  | Пассажирский поезд сошёл с рельсов.                                                                                    |
| 24 сентября | Дюссельдорф           | 0       | 16         | Столкновение    | Пригородный поезд столкнулся со стоящим на соседнем пути поездом.                                                      |
| 11 октября  | Тируваллур            | 0       | 19         | Столкновение    | Пассажирский поезд столкнулся с грузовым и загорелся.                                                                  |
| 13 октября  | Эль-Минья             | 1       | 21         | Столкновение    | Два поезда столкнулись. Несколько вагонов упали в воду.                                                                |
| 21 октября  | Поуис                 | 1       | 15         | Столкновение    | Лобовое столкновение двух поездов.                                                                                     |
| 24 октября  | Хемнес                | 1       | 4          | Сход с рельсов  | Пассажирский поезд сошёл с рельсов из-за камнепада.                                                                    |
| 18 декабря  | Мурманская область    | 2       | 31         | Столкновение    | Грузовой состав укатился с перегона и на скорости 50 км/ч столкнулся с двухэтажным поездом Мурманск — Санкт-Петербург. |